# シャブタイ・ツヴィ

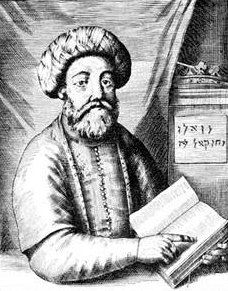
1665年に描かれたシャブタイ・ツヴィの肖像。

シャブタイ・ツヴィ（ヘブライ語：שבתי צבי）、サバタイ・ツェヴィ（英語：Sabbatai Zevi）、またはゲルショム・ショーレムの著作翻訳本において、日本における通常の表記名はサバタイ・ツヴィ（1626年7月1日 - 1676年9月17日）は、近代ユダヤ民族史にもっとも影響を及ぼした偽メシアとして知られるユダヤ人である。彼を救世主と信じた集団は「シャブタイ派」（שבתאות）、サバタイ派（英語：Sabbatian）と呼ばれ、急進的なメシアニズム（救世主待望論）を掲げて17世紀半ばのユダヤ人社会を熱狂の渦に巻き込んだ。衰退後の18世紀においてもツヴィの信奉者は継続的に一定の勢力を保ち、後に誕生したハシディズムに影響を与えた。

## 概略
トルコのスミルナ（現在イズミール）で生まれ育ったシャブタイ・ツヴィは幼くしてカバラに目覚め、青年時代にはいくつもの神秘主義を習得していた。このころよりすでに奇行癖があったようで、それは生涯変わらぬ彼の性癖として知られているのだが、その性癖によって預言者を自称していたアブラハム・ナタン（ガザのナタン）から救世主と見なされるようになった。ツヴィは各地のユダヤ人社会を巡り歩いて大勢の信奉者を味方につけると、伝統的な戒律や道徳を否定したり自分の兄弟や友人たちを各国の王に任命するなど、破天荒な行動で耳目を集め、欧州のユダヤ人世界に一大ムーヴメントを起こした。
1666年、カバリストのネヘミヤ・コーヘンに告発されたツヴィは、オスマン帝国において逮捕されて裁判にかけられた。彼にはイスラム教への改宗か死刑かという二者択一が迫られたのだが、苦もなく改宗を選択した末に名前もアジズ・ムハンマド・エフンディ（「エフンディ」は貴族の称号）というイスラム名に改名している。彼に続いて大勢の弟子も改宗を受け入れた。救世主のイスラム教への改宗という出来事はユダヤ人社会に計り知れない衝撃を与えた。一方、メシアとされた人物の改宗という世相の混乱を踏まえ、東欧ではユダヤ人自らによってカバラの修学に一定の制限が設けられるようになった。シャブタイ・ツヴィは以降はイスラム教徒として、追放先のアルバニアで死んだ。50歳であった。

## 経歴

### 幼少年時代
シャブタイ・ツヴィは西暦1626年7月1日（ユダヤ暦5386年アーブの月の9日）の安息日にイズミールにて生を受けた。
彼の父モルデカイ・ツヴィは鶏肉、鶏卵の商人としてヨーロッパでの販売網を押さえて財を成した人物で、ロマニオットが出自であると見られている。息子に「シャブタイ」（שבתי）という名前を与えたのは、彼が安息日（שבת：シャバット）に生まれた子供だったからであり、それはユダヤ人社会の慣例に基づいたものである。
少年期（あるいは青年期）のこと、彼は何者かによって性的虐待を受けたようで、このとき負った心的外傷が彼の生涯に暗い影を落とすことになる。彼は性に対して異常に臆病で、恐怖心さえも抱いていたような節がある。判然としないのだが、彼の男性器は虐待の後遺症から機能不全に陥ったとされている（やけどを負ったというのが一般的な説である）。彼は結婚生活の失敗を二度も経験しているのだが、その理由としてしばしば性生活の不調が挙げられている。

### 青年時代
少年時代よりエン・ソフ（カバラにおける神の概念）やセフィロト（カバラでは全宇宙の縮図、あるいは「善の領域」とされている）といったカバラの概念に馴染んでいたツヴィは、ラビ・ヨセフ・エスカパ（1572年 - 1662年）やラビ・イツハク・デ・アルボといったイズミールの著名なラビの手ほどきでユダヤ教の教育を受けた。エスカパからは「ハハム」（賢者）の称号が与えられ、若くしてイズミールの賢者のひとりに数えられるようになった。ツヴィはまもなく20歳になろうとするころから隠遁生活をはじめ、カバラと神秘主義に没頭しつつ禁欲的な生活を送った。彼は20代の前半に2度結婚しているのだが、性生活を敬遠したため2度とも離婚せざるを得なかったという。イズミールでは極度の敬虔主義と禁欲主義が引き起こした不幸と見なされ、離婚ゆえに評判を落とすことはなかった。ただし、このころより奇行や錯乱が目立つようになり、彼自身もそれに悩まされていた。当時のツヴィを記録したいくつかの資料からは、重度の双極性障害（躁うつ病）を患っていたことがうかがえる。彼に襲い掛かる躁うつの波は激しく、精神的に高揚しているときは興奮のあまりに平静を失って奇行に走り、たとえば、公衆の面前で預言状態（憑依状態）に陥り、あたかも救世主であるかのごとく謎めいた言葉を発するなどして聴衆の度肝を抜いていた。ところが鬱状態になると隠遁生活がはじまり、決して人前に姿を見せようとしなかった。
ツヴィは若くしてカバラに熟達していたものの、当時もっとも権威があったラビ・モーシェ・コルドベロ（1522年 - 1570年）の著作や、カバリストの間だけでなく一般大衆からも支持を得るようになっていたラビ・イツハク・ルリア（1534年 - 1572年）の著作にはあまり興味を示さず、むしろ『ゾハル』や『セフェル・ハ＝カナー』、『セフェル・ハ＝ペリアー』といったカバラの古典を愛読していた。ルリアの著書に関しては、その巨視的なカバラを嫌う傾向があった。彼はこの時期に自らの急進的なカバラのおおよその骨格を形作っていたのだが、それは異なるふたつの神聖、かつ本質的な命題を礎に据えていた。ひとつはアビラー・レシェマー（神聖護持のために罪を犯すこと）の義務で、これにより早急に必要とされる世界のティクン（本来あるべき姿に修復すること）が果たされるとした。もうひとつは、伝統的にハラハーによって定められていたいくつもの禁制が世界の修復の暁には解禁されるという約束であった。ただしツヴィは、自らのカバラが当時の有力なラビには到底祝福されるものではないことを冷静に受け止めていたため、数年間はごく親しい弟子以外に教えることはなかった。
1648年6月11日（ユダヤ暦5408年シヴァンの月の21日）、ツヴィはその後の人生を激変させることになる出来事を体験をする。それは、幻の中で自らが救世主であるという預言を受けるというものであった。その預言を口外することにいささかもためらいがなかったツヴィは、同時に数々の奇行を意図的に行うようにもなった。とくに際立っていたのが、ハラハーによって声に出すことが厳禁され、「アドナイ」と代読されている神の名前「יהוה」（神聖四文字）をみだりに口にすることであった。この行為は、救世主が到来する日には神の名は正確に発音されるという旨が『バビロニア・タルムード』（マセヘト・ペサヒーム 50.1）に記されていることに触発されたものとされている。もちろんツヴィは、自分が救世主であることを信じて疑わなかったため、この涜神行為は救世主到来の証として打って出たパフォーマンスである。なお、ツヴィが幻を見たとされるシヴァンの月の21日はシャブタイ派では祝日と定められ、興隆期には盛大に祝福されていた。
ツヴィの急進的な活動は、もちろんイズミールのラビの目には狂人の戯れごととしか映らなかった。ツヴィは救世主を自称するようになってから2年間はイズミールにとどまり、弟子や信奉者たちと共にカバラの探究に努めながら懺悔と沐浴の日々に明け暮れていた。この間、彼は再びトラウマを抱えることになる出来事に遭遇している。イズミールの海岸にて沐浴を行っている最中に竜巻に巻き込まれ、九死に一生を得たのである。彼が命を取り留めた日はキスレヴの月の16日だったのだが、この日もシャブタイ派では祝日に定められていた。
この2年間にツヴィの奇行は過激化の一途をたどり、目に余るまでに悪質なものとなっていた。ある日のこと、彼は弟子を引き連れてイズミール近郊の丘に上り、ヌンの子ヨシュアよろしく太陽の運行を止めようとしたのであった。
この醜態を聞くに及んで、とうとうイズミールのラビたちも堪忍袋の緒が切れてしまい、ラビ・ヨセフ・エスカパとアロン・ベン・イツハク・ラパパ（1590年 - 1674年）を筆頭にツヴィを排斥する運動がはじまった。こうして、期日は定かでないのだが1651年から1654年の間のいずれかの時期にツヴィは故郷のイズミールから追放されてしまった。

### 放浪時代
故郷を追放されたツヴィが最初に向かった先はテッサロニキであった。
彼はこの地で大勢の弟子と信者を獲得したものの、いつもの奇行を控えることはできなかったようである。ある日のこと、彼は自分のために結婚の儀を催したのだが、その作法はハラハーに則ったものではなく、さも預言書などに書かれた救世主の到来のごとく、自らを律法（モーセ五書）の主人と見立て、律法との婚姻関係を企図したものなのであった。このパフォーマンスに関して、テッサロニキのユダヤ人社会からは激しい非難の声が上がったため、ツヴィは当地のラビの前で公式に謝罪をする羽目になった。ただし、この謝罪が彼の地位を回復させることはなく、結局はイズミールのときと同様にテッサロニキからも追放されてしまった。
それ以降の数年間、ツヴィはギリシア地方の各都市を転々としていたのだが、1658年になると信者の一団と共にコンスタンティノープルに現れた。ここでも巨大な魚を乗せた乳母車を押して町中を歩きながら市民にカバラの議論を吹きかけるなど、奇抜な行動で物議を醸すことになった。ある日のこと、たった一日でユダヤ教の三大祭（過越祭、シャブオット、仮庵祭）を開催したことがある。その日、ツヴィは仮庵の下に座りながら過越しの晩餐を催し、食後になるとティクン・レール・シャブオット（シャブオットの夜に定められた学習内容）を読み聞かせていた。もちろんこの行為は、ユダヤ教の伝統に対する挑発、冒涜に他ならなかった。この時期のツヴィには、ハラハーに対する違反を犯す自らをあべこべに祝福して喜ぶ傾向があり、そのさいはベレホト・ハ＝シャホル（早朝の祝福）のごとく「戒律の解禁に祝福あれ」と叫んでいた。これも、救世主が到来する日にはハラハーによる禁止事項が無効になるというミドラシュの記述に由来している。こういった醜聞を短期間のうちに撒き散らした末、ツヴィは追われるようにコンスタンティノープルを後にして故郷のイズミールに戻った。
イズミールに戻ってからのツヴィは深刻な鬱状態に陥っていたようである。世間体を憂慮した兄弟たちは、当面の生活費を援助した上で彼をパレスティナの地へ送り出すことにした。1662年、ツヴィはロドス島とエジプトを経由してパレスティナへと向かった。エジプトでは財務大臣の要職にあったユダヤ人、ジェレビ・ラファエル・ヨセフ（「ジェレビ」はエジプト在留ユダヤ人の頭領に与えられる称号）が彼に魅了され、有力な支援者のひとりとなった。
エジプトに滞在中のこと、ツヴィの耳にリヴォルノ在住のサラという名前の風変わりな女性についての噂が届いた。それによれば、彼女は救世主の妻となるべく運命を背負わされているという啓示を受けたというのである。ツヴィはこの知らせを非常に喜び、すぐさま彼女をエジプトへと招き寄せた。両者は短時間の対面を済ませると結婚した。
サラは弟子や信奉者から「王妃」と呼ばれるようになった。彼女には過去に犯した淫行をはじめとした数々の醜聞が付きまとっていたのだが、弟子や信奉者はそれを否定しないばかりか、預言者ホセアと姦淫の女の結婚になぞらえてこの出来事を解釈していた。
ツヴィはエジプトからエルサレムへ向かうと、そこで懺悔とカバラの修練に専心した。いつもの奇行が鳴りを潜めることはなかったものの、エルサレムのユダヤ人社会では信頼を得ることに成功し、ついにはエジプトへ派遣されるシャダル（エルサレムから各地のユダヤ人共同体に派遣される特使）に任命されるまで出世した。エジプトの大臣ジェレビ・ラファエル・ヨセフと親しい関係にあったことが任命を後押ししたとされている。ツヴィは1664年の末にエジプトに向けて出発した。エルサレムへの経済的支援を募るこのミッションは大変な成功を収めることになった。
一方、ツヴィがエジプトに滞在しているころ、パレスティナでは彼の人生を決定的に変えることになる出来事が起きていた。

### ガザのナタンとの出会い
エルサレムで生まれたアブラハム・ナタン・ベン・エリシャ・ハイム・ハ＝レヴィ・アシュケナジー（1643年 - 1680年）は、イェシヴァ（ユダヤ教神学校）でラビ・ヤアコブ・ハギズ（1620年 - 1674年）の指導のもとに学んだ若き賢者であった。ツヴィがエルサレムを訪れた時点でナタンとの間に何らかの接点があった可能性も否定できないのだが、現在のところ、この時期の両者の関係については何も分かっていない。しかし、ナタンがツヴィについての噂を耳にしていたことは間違いなかろう。1664年、ナタンは結婚を機にガザに転居したのだが、これを境に「ガザのナタン」と呼ばれるようになった。彼はそこで、ラビ・イツハク・ルリアの著作『ハアラアト・ハ＝ニツォツォト』を中心にカバラと神秘主義を習得した。「ハアラアト・ハ＝ニツォツォト」とはルリア思想の中心概念で、 世界創造のさいにケリフォト（セフィロトの対概念でいわゆる「悪の領域」）に取り残されたエン・ソフをセフィロトに戻す（修復する）こと意味している。ナタンの言葉によれば、夢の中でカバラを習得するよう神から命じられたという。そんなある日のこと、彼の夢の中にシャブタイ・ツヴィの姿が現れた。そして、「この男こそ、救世主である」という預言を受けたのである。しかしナタンは、夢の中で見た人物が実際に目の前に現れるまでは、誰にもその話をしなかった。
ナタンは後に手紙の中で、これら一連の預言について次のように述べている。
| 「 | 神はこのように言われました。「見よ、お前たちを解放する者が現れる。その名はシャブタイ・ツヴィ。彼は雄叫びを上げ、勝鬨の声を上げて敵を打ち負かす。」 | 」 |

ナタンは自らを預言者であると公言するようになった。すると、彼のもとには魂の修復を求めて大勢の民衆が集まったので、罪の悔い改めを説いた。ガザに預言者が現れたという噂は1665年にはエジプトにも届いていた。当時、魂の平安を切に望んでいたツヴィはすぐにガザへ赴いてナタンとの接触を試みた。1665年に起きたツヴィとナタンの出会いは、その後数年にわたるユダヤ人社会の混乱の序章として今日の歴史には刻み込まれている。
ナタンと出会うまでのツヴィの言動は、救世主としての立場を貫きながらも、あくまでも現実的な地位を固めるためのものであり、羽目を外した過剰なパフォーマンスでさえも実は周到に計算されたものであった。しかしナタンとの出会いによって、彼の人生は当初の思惑を超えた特異な方向へとシフトするようになる。ナタンはツヴィが真の救世主であることを確信したので、これまで決して口外しなかった預言の内容をツヴィに伝えた。このときツヴィは、ナタン・ベニヤミンに改名するようナタンに命じている。
ツヴィが福音を携えてエルサレムへと向かうことになると、ナタンは書簡をしたためて救世主出現の旨を各国のユダヤ人社会に伝えた。書簡の中でナタンは、自らを預言者と紹介した上で、ツヴィにそなわる救世主としての証を次のように述べている。
ナタンは救世主に関する預言を繰り返して民衆を煽った。また、ツヴィには古いゲニザ(en:Genizah)（書物の保管庫）で発見した羊皮紙の巻物の存在を明かした。もちろんナタン自らが偽造した贋作なのだが、イェフダ・ハ＝ハシード（レーゲンスブルクのユダ・ベン・サムエル）の一派に属するカバリストによって13世紀に書かれた古文書であると言いくるめて信じ込ませた。その巻物には、まさに「シャブタイ・ツヴィ」という名の救世主がユダヤ暦5386年アーブの月の9日に出現する旨が預言されていた。さらには、性的虐待をはじめとした預言者がたどる運命までもが記されていたのである。
この巻物にツヴィ自身が非常に感銘を受けたこともあり、ナタンはその預言内容の宣伝に躍起になった。一方、弟子たちには、救世主が到来する日になるとルリアが世界修復のために定めた祈祷をはじめ、カバラ的な内容のあらゆる祈祷が効力をなくし、より簡素な言葉が祈祷に用いられると教えた。こうしてナタンは、世界の修復を謳うルリアによるカバラ神学における世界観、あるいは反シャブタイ派の世界観に内包された矛盾を見極めながら、内省的、かつ神秘的な考察によって叡智に達する方法論を提唱するに至った。

### シャブタイ派の興隆

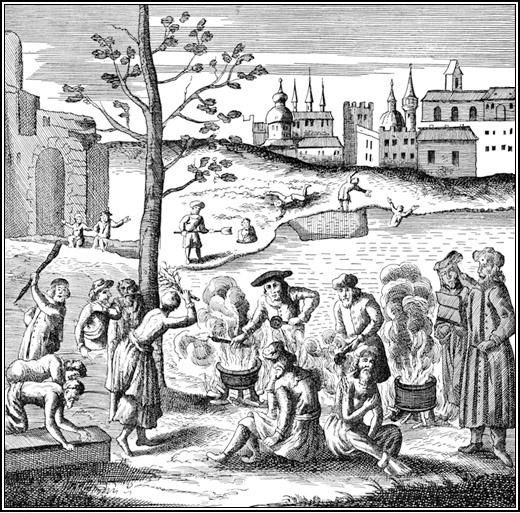
罪の購いのために苦行に耐えるシャブタイ派の信奉者を描いた版画。

ツヴィはエルサレムに戻ったものの、前回とは打って変わって、かつての共鳴者も含めたユダヤ人社会全体から拒絶されてしまった。町の道化師は、「シャリァハ（使者）を送ったのに帰ってきたのはマシァハ（救世主）だった」と言ってツヴィをからかったりしていた。また、ツヴィがシャダルの任務を放棄してエジプトからガザに向かったことに絡んで、会衆の代表者はエジプトで集めた資金を横領した嫌疑でツヴィを訴え、カディ（イスラム法の裁判官）の前に引き出した。しかし、幸運にも担当したカディがツヴィの弁明を全面的に受け入れてくれたため、すぐさま釈放される運びとなった。シャブタイ派の伝承によれば、釈放されたときツヴィは馬にまたがっており、そのまま凱旋パレードよろしくエルサレムの通りを練り歩いたとされている。ちなみに、当時のエルサレムではユダヤ人が市街地で馬に乗ることは禁じられていた。それからしばらくすると、ツヴィのスキャンダラスな日常が非難されるようになった。この件を先頭に立って対処したのはラビ・ヤアコブ・ハギズ（1620年 - 1674年）とカバリストのラビ・ヤアコブ・ツェマフ（1570年 - 1645年）だったのだが、彼らが最終的に下した判断は、ツヴィに破門を言い渡すというものであった。
こうして、ようやく一定の支持層を獲得したにもかかわらず、エルサレムを離れざるを得なくなってしまった。ツヴィは再び故郷のイズミールへと向かった。その途上、ツファット、ダマスコ、アレッポを経由したのだが、アレッポでは数か月間も滞在し、有力なラビからの支援を受けることもできた。
一方、ナタンは書簡を通じてユダヤ人社会全体にシャブタイ・ツヴィの活動を伝えていたのだが、救世主到来の吉報はイエメン、ペルシア、地中海沿岸地方、北アフリカ、ヨーロッパ全土など各地で熱烈に歓迎され、にわかにメシア待望論が湧き上がった。しかも当時は、シャブタイ派に対する否定的な論調は皆無に等しかったのである。シャブタイ・ツヴィを救世主とする急進的な思想がかくも性急にユダヤ人社会に受容された理由に関して、歴史家のツヴィ・グレーツは、1648年から1649年にかけて東欧で起きたフメリニツキーの乱（ウクライナ・コサックによるユダヤ人虐殺事件）の影響を指摘している。この混乱を体験した東欧のユダヤ人は、当時の状況を「ヘヴレー・マシァハ」（救世主が現れる前に起きる苦難）であると確信し、救済の日が近いことを疑わなかった。これに対してゲルショム・ショーレムは、シャブタイ派の世界的な流行は、彼が現れる以前に普及したイツハク・ルリアのカバラによってメシア待望の下地が潜在的に形成されていたからであると述べている。
そのころキリスト教社会などの非ユダヤ教社会では、シャブタイ・ツヴィと彼によってもたらされる救済についての見聞が新聞などを通じて伝えられていた。だが、そのほとんどは噂の域を出ないものばかりで、シャブタイ派が引き起こす戦乱と勝利、エルサレムの征服、さらには失われた10支族の帰還といったものまでが話題に上っていた。このころになるとツヴィの支援者は、彼のことを「アミラー」（אמיר"ה）という称号で呼ぶようになっていた。アミラーとは「われらの主、われらの王、その栄光は称えられる」（אדוננו מלכנו ירום הודו）の略称で、イスラム教の初期のカリフに与えられていた称号「アミール・アル＝ムウミニーン」に相当する。

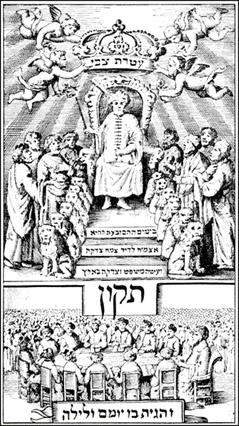
1666年にアムステルダムで印刷されたシャブタイ派のパンフレット。「תקון」（ティクン）と題されている。

パレスティナでは大勢のユダヤ人がガザに集まっていた。そこではナタンが訪れた者それぞれに対して魂の修復を施していた。ガザではじまった悔い改めの運動は過去に例を見ない大規模なものへと発展してパレスティナ全土を席巻し、ついには各地のユダヤ人社会にまで波及するようになった。「ティクン」と題されたパンフレットが大量に出回っていたのだが、そのパンフレットにはナタンの指示によって編集された嘆願の祈祷文も刷られていた。シャブタイ派の活動が安定期に入った数年後になると、かつて批判的だったラビまでもがシャブタイ・ツヴィに一抹の期待を寄せるようになっていた。一方、各地のユダヤ人は救世主の到来に備えて財産を売り払い、すべてのユダヤ人がエルサレムに導かれることを夢見ながら日夜、祈りと懺悔に没頭していた。
この運動に誘発されるかのように、アナトリア半島やバルカン半島では老若男女を問わず大勢の預言者が現れ、シャブタイ・ツヴィと救済の日についての預言を公衆の面前で堂々と訴えていた。こういったヒステリーを起こした者の数はイズミールだけでも150人を超えたそうで、預言者の中にはコンスタンティノープルのラビ・モーセ・セルヴァルといった著名なラビも含まれていた。セルヴァルの預言はオスマン帝国内のすべてのユダヤ人に知れ渡り、いよいよ終末の到来が迫っていることを自覚させた。その後も預言者の出現は後を絶たず、彼らは民衆に悔い改めの必要性を説きながら魂の修復を行っていた。
こうしてユダヤ人社会が救世主到来の歓喜に浮かれていたさなかの1665年9月、ツヴィはイズミールに凱旋し熱狂的な民衆、支援者に迎え入れられた。それから数か月の間は活動を控えて家にこもっていたのだが、1665年（ユダヤ暦5426年）のハヌカー祭を機に、王の扮装をして盛大なパレードを行ったり頻繁に預言を受けるなどして活動を活発化させた。イズミールのラビはツヴィの活動に対していかに対処すべきかを相談していた。ツヴィはそれを知ると、彼らの神経を逆なでするように同年のテヴェトの月の3日（1665年12月11日）の金曜日を祈りの日に定めると布告した。
その日、イズミールではシャブタイ派の信者と反対派の活動家との間で衝突が発生し、乱闘が起きる騒ぎになった。一部のラビがツヴィの暗殺を謀っているとの情報が漏れたことが原因であったとみられている。さらに翌日の安息日になると暴力事件は深刻な事態にまで拡大した。朝の祈りが終わった後、ツヴィは数百人の信者を引き連れてポルトガル系ユダヤ人地区のシナゴーグに現れたのだが、そこでは反対派の指導者たちが祈りの最中であった。彼らはシャブタイ派の入場を拒絶し、シナゴーグから締め出そうとした。ところがツヴィは斧で扉を破壊してシナゴーグ内に乱入すると、力ずくで反対派の祈りを妨害し、彼らを前にして自らの教えを説いたのである。
その説教が終わるとモーセ五書を取り出し、ハラハーによって定められた朗誦法を否定しつつ、独自の流儀による朗誦を披露した。はじめに7人の近親者を、続いて7人の女性を説教壇（ビマー）に上げて担当箇所を朗誦させたのだが、神の名前たる「יהוה」が記されている箇所はすべて文字通りに発音するよう強要した。ツヴィは壇上にて朗誦者それぞれに冠を授け、彼の兄弟エリアフ・ツヴィをアナトリアの王に任命するなど、14人を世界各地の王に任命した。朗誦を終えたツヴィは、角笛の音を真似て鳴らした（角笛を使わず手で鳴らした）。続いて、その場に居合わせたイズミールのラビの名前を挙げ、長時間にわたって呪いはじめた。その筆頭に上げられたのが、『クネセト・ハ＝ゲドリーム』の著者で一時期ツヴィの有力な支援者のひとりでもあったラビ・ハイム・ベンベニストであった。そして最後に、トーラーを片手にスペイン歌謡を歌いながらシナゴーグの中で乱舞した。ツヴィはそのスペイン歌謡を、カバラの秘儀が内包されているという理由で非常に愛好していた。
この悪夢のような安息日の後もツヴィの言動は常に議論の対象となっていた。しかし、イズミールのラビの多くはツヴィの支援者に名を連ねるようになっていた。同じころ、ラビ・ハイム・ベンベニストを中心としたイズミールのラビと、ツヴィの排斥を唱える最後の大物であるアロン・ベン・イツハク・ラパパとの間で抗争が起きたのだが、ラパパはイズミールからの追放をツヴィによって宣告されたため、逃亡せざるを得なくなった。一方のベンベニストは、改めて支援者の列に加わるよう命じられている。
ツヴィはテベトの月の10日の断食日の廃止を宣言したり、離婚したふたりの女性と親密な関係を持つなど、ハラハーにおける禁止事項の解禁を自ら実践する形で推し進め、反対者からのより一層の非難を浴びていた。また、たびたび「任命式典」を実施しては、支援者に世界の一部を嗣業として与え、その地域の支配者に定めていた。そのさい、彼らのことを古代パレスティナのユダ王国、あるいはイスラエル王国で王位に就いていた者たちの生まれ変わりであると宣言した。
こうした出来事を経た末に、ついにシャブタイ派の活動は臨界点に達することになる。1665年12月11日（ユダヤ暦5426年テヴェトの月の22日）のこと、支援者に促されたツヴィは、オスマン帝国のスルタン、メフメト4世から王位を剥奪し、彼の代わりに玉座に就くことを目論んでコンスタンティノープルに向けて出発したのである。

### ガリポリでの監禁

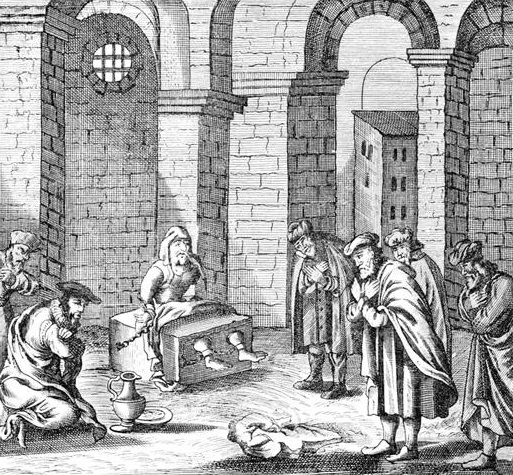
牢獄内で拘禁具にはめられているツヴィと、謁見に訪れた客人を描いた版画。ただし、ガリポリでの監禁時なのかウルチニで監禁時なのかは分かっていない。

シャブタイ・ツヴィがコンスタンティノープルへ向けて出発したという情報はすぐさま王宮に届けられたため、大宰相キョプリュリュ・アフメト・パシャは躊躇なくツヴィの逮捕を命じた。ツヴィは数千人の信奉者に迎えられてコンスタンティノープルの港に上陸したところでオスマン帝国軍の衛兵によって身柄を拘束され、信奉者の一団も武力によって解散させられてしまった。ツヴィは数日間勾留された後、反逆罪の嫌疑で大宰相自らによる裁判にかけられることになった。
この裁判がどのように進められたのかは定かでないのだが、ツヴィに下された判決は極刑ではなく、トラキアのガリポリにある砦への流刑となり、そこで監禁されることになった。
ツヴィはユダヤ暦5426年の過越祭の前日（1666年4月19日）にガリポリの砦に到着したのだが、伝えられるところによると、到着するやいなや過越しの生贄の規定に従って子羊を屠ったまではよかったのだが、それを乳で煮込んで同伴した信奉者とともに食したという。もちろんそれはハラハーで禁じられている行為であった。このころになってもツヴィは、相変わらずハラハーに背くたびに自らを祝福しては悦に入っていた。
牢獄の看守たちは寛大な態度でツヴィの奇行を受け流していたようで、賄賂を条件に訪問者との面会も許可していた。ツヴィの監禁という事態がシャブタイ派の活動に悪影響を与えるようなことはなかったようで、信者の間では、その出来事には深遠な奥義が秘められているとさえ解釈されていた。当時ヨーロッパにおいて広まっていたツヴィの武勇伝によれば、近い将来スルタンから王位を奪い取ることが既定路線であるため、牢獄内ではすでに王のごとく横柄な態度で振舞っていたそうで、実際、さながら王宮の式典のような儀式を毎日のように繰り返していたという。ツヴィの監禁は数か月にも上ったのだが、その間、「来るべき王」に謁見するために高価な貢物を携えて各地から訪れた信者、支援者の数は数千人単位にまで膨れ上がっていた。その中には多くの著名人も含まれており、ポーランド（当時）のリヴィウからはハラハーの名著『トゥレー・ザハヴ』を執筆したラビ・ダヴィド・ハ＝レヴィ・セガール（1586年 - 1667年）の息子夫婦が訪問するなど、ツヴィの周囲に賑やかな話題を提供していた。
シャブタイ派の世界的な受容は衰えを知らなかった。少数派となった敵対者はそれに危機感を覚え、ツヴィに対する態度を明確にする必要に迫られた。その中のひとりに、ロンドンとハンブルクを拠点に活躍するラビ・ヤアコブ・ベン・アロン・サスポルタス（1610年 - 1698年）がいた。彼は後にシャブタイ派が起こした一連の騒動を『ツィツァト・ノベル・ツヴィ』という書物にまとめて総括した人物である。当時のツヴィがしたためた書簡なども多数収録された彼の著作は、ラビ・ヤアコブ・エムデンの要約によって知られるようになった。一方、多くのラビは、あからさまに対立したところで勝ち目がないどころか、あべこべに無用な損失を招く恐れがあることから、事態の静観を申し合わせていた。
ユダヤ暦5426年のタムーズの月の17日（西暦1666年7月20日）の断食日を前にして、ツヴィはハラハーで定められたすべての断食日の撤廃を布告し、すぐさま各地のユダヤ人社会に伝えた。その日、ツヴィは大勢の信奉者を集めて宴会を開いた。同年のアーブの月の9日の断食日にも規定を破って飲み食いにふけっていたのだが、これらの出来事はシャブタイ派の勢力が衰退した後になると省みられ、ユダヤ教の伝統に対する重大な罪として心に刻まれるようになった。
1666年9月3日（ユダヤ暦5426年のアルールの月の3日）、ポーランドからネヘミヤ・コーヘンという名前のカバリストがツヴィを訪ねてガリポリに現れた。これがシャブタイ派にとって運の尽きとなった。ネヘミヤ・コーヘンの人物像についてはほとんど知られていないのだが、コーヘンの来訪を知ったツヴィが、彼の援助によって支持基盤の強化が期待できると喜んでいたことから、おそらく東欧のカバリストの間ではそれなりに名の通った人物だったと見られている。一方のコーヘンは、ツヴィとの接見においていぶかしいものを感じていた。コーヘンの来訪はツヴィにとっては不意の出来事だった様子で、その先見性のなさゆえに、にわかにツヴィを救世主として認めることができなかったのである。彼は真相を追究するためにツヴィとの間に議論の場を設けた。3日間にわたったカバラの問答は広範囲に及び、難解を極めた。こうした試みの末、ついにコーヘンは、ツヴィが救世主ではないという結論に達した。いくつかの資料が証言するところでは、このときの議論の中心は、ツヴィにはマシァハ・ベン・ダヴィド（ユダヤ民族を聖地へと導く霊的な救世主）としての条件が満たされていないゆえ、実際にはマシァハ・ベン・ヨセフ（ユダヤ民族の聖地帰還における道筋を整えるため、マシァハ・ベン・ダヴィドよりも先に現れる救世主）ではないのかというコーヘンの主張にあった。

### 改宗
すべてを察したコーヘンは、議論を終えるとおもむろにツヴィを指差し、「この男は詐欺師だ」と叫び、ユダヤ民族をたぶらかした重罪ゆえに死刑に処されるべきだと訴えた。この果敢な行為は、ツヴィの信奉者によって命が脅かされるやも知れない危険な賭けであった。そこでコーヘンは砦の衛兵を前にして、身の保全を条件にイスラム教への改宗を宣言した。コーヘンはターバンを巻いてイスラム教徒に扮すると、ツヴィに対する訴訟を起こすために自身の身柄をエディルネにある法廷へ護送するよう要請した。エディルネに到着すると幾重もの訴状を手にツヴィを告発し、スルタンに対しては、ツヴィが吹聴する神秘的な力は欺瞞に過ぎないゆえまったく恐れるに足りないと進言した。そして、自らが提出した訴状が受理されて公判が開始されたのを見届けると、密かにオスマン帝国領から脱出してポーランドに戻った。そこでイスラム教の破棄を公式に宣言してユダヤ教に復帰している。
コーヘンの告訴状が受理されるとツヴィはエディルネの法廷へ連行され、1666年9月16日（ユダヤ暦5426年のアルールの月の16日）にスルタンの手によって裁かれることになった。そこでツヴィは、自身にかけられた嫌疑はおろか、シャブタイ派との関わりさえも一切否定したのである。ツヴィには死刑か、イスラム教への改宗かという二者択一が迫られたのだが、彼は迷わず改宗を選び、名前までもアジズ・ムハンマド・エフンディというイスラム名に改名している。また、「バシャ・カフィジ」（宮廷守護人）という名誉職（肩書きのみ）が与えられ、スルタンの保護のもと、国庫からの恩給による裕福な生活が約束された。

### シャブタイ派の衰退
シャブタイ・ツヴィのイスラム教への改宗という知らせは、各地のユダヤ人社会に計り知れない打撃を与えた。多くの信奉者が救世主のふがいなさに絶望して思想を放棄し、ある者はイスラム教に、またある者はキリスト教へ改宗するなどしてユダヤ教との決別を図った。また、この悪夢を早急に払拭したいがため、信奉者団体が所有していたツヴィに関連する文書が廃棄、焼却されたり、「シャブタイ・ツヴィ」という名前を文書に記録することが禁じられたりするようになった。東欧では同様の偽メシア騒動が繰り返されないよう、ヴァアド・アルバア・アラツォト（1580年から1746年まで東欧四か国のユダヤ人地区を統治していた行政機関）によってカバラの学習に制限が設けられ、タルムードとハラハーに熟達した者にのみ、カバラの指導資格が得られるよう制度が改められた。
一方、中近東とバルカン半島では依然として頑迷な信奉者がシャブタイ派の教義を守っていた。ツヴィの改宗をきっかけにシャブタイ派に対する迫害がはじまったのだが、その過程においてガザでは紛争が引き起こされたりもした。ナタンはツヴィの改宗が知れ渡ると信奉者団体の弱体化を防ぐためにガザからイズミールに向かった。1667年の1月下旬（ユダヤ暦5427年のシュバットの月の初旬）、苦労してイズミールの近郊にまで到達したものの、事前にその情報を察知した地元のラビに道を阻まれ、数週間も立ち往生する羽目にあった。
ようやく入城が許可されるとナタンはすぐさま信奉者を集め、シャブタイ派思想の堅持を懸命に訴えた。ツヴィの改宗については、ハアラアト・ハ＝ニツォツォットのために一時的にイスラム教徒に落ちぶれ、ケリフォトの世界を潜行しているに過ぎないと説明した。数か月後、ナタンはエディルネに赴いてツヴィとの接触を試みようとしたのだが、ここでも入城を拒否された。そのままトラキア、小アジア、バルカン地方などを放浪して最後にはイタリアにたどり着き、ここに新たな拠点を築いた。
一方のツヴィは妻のサラと共にエディルネにて悠々自適の生活を送っており、彼を追ってイスラム教に改宗した大勢の弟子を従えていた。1667年にはサラとの間に最初の息子をもうけており、イシュマエル・モルデカイと名づけている。不可解な日常は相変わらずで、ユダヤ教ともイスラム教ともつかない独自の流儀による生活を営んでいた。一見したところ模範的なイスラム教徒として振舞っていたのだが、未改宗のシャブタイ派信奉者との連絡は密に保っており、書簡において自身の改宗をケリフォトへの潜行とあると釈明しつつ、それをカバラの秘儀であると説いていた。1669年、ナタンが再度ツヴィに会うためにエディルネに現れたのだが、今度は合流に成功した。ツヴィはナタンと共にエディルネ、コンスタンティノープル、テッサロニキなどに残るシャブタイ派信奉者の共同体を訪れ、自身を先頭に街頭パレードを実施したり、各地のシナゴーグでユダヤ教ともイスラム教ともつかない奇妙な式典を催すなどしていた。
1672年の8月、ツヴィは弟子と共にコンスタンティノープルに入城し、我流の儀式を公衆の面前で繰り返していた。同年9月の上旬、とあるシナゴーグにて祈祷を行っていたときのこと、ついに当局によってイスラムに対する背信の罪で身柄を拘束され、オスマン帝国軍の儀礼兵の監視のもとエディルネに送還された。そこで4か月間勾留された後、アルバニアのウルチニ（現在はモンテネグロ領）に流刑されることになった。
そこでも再びツヴィにまつわるスキャンダルが話題になった。彼はコンスタンティノープル出身の若い女性を妻に娶ったのだが、彼女には婚約者がおり、結婚の直後になってその婚約者との間にできた子供を出産したのである。ツヴィの近親者のひとりで信奉者のまとめ役でもあったアブラハム・ハ＝ヤキニは、当惑する弟子たちに対して、これは弟子たちが本当にツヴィを信じ続けるのかを見極めるためになされた神の試みであり、事件そのものには何の意味もないと説明していた。それからしばらくすると、ツヴィは、後にドンメ派（イスラム教シャブタイ派）の創始者となるテッサロニキのヨセフ・フィロソフの娘をも妻として迎え入れた。
このころにはバルカン半島やイタリアの支援者との関係がより緊密になり、多くの生徒がツヴィのもとを訪れては直々に教えを学んでいた。シャブタイ派の神聖な教義を収録したカバラの書物『ラザ・デ＝メヘマヌータ』は、当時のツヴィの口伝をアブラハム・ミグエル・カルドソ（1630年 - 1706年）という人物が成文化したものとされている。しかし、カバラ研究の権威でヘブライ大学教授のイェフダ・リベスによれば、同書はいわゆる「偽典」で、実際にはカルドソ本人による著作であるとしている。
ユダヤ暦5437年の大贖罪日（1676年9月19日）のこと、テヒラト・ネイラー（大贖罪日の最後の祈り）を終えたところでツヴィは息を引き取った。50歳であった。ツヴィの訃報を知るとナタンは信奉者に対して布告を出し、ツヴィは死んだのではなく、至高の光に照らされて姿が見えなくなったに過ぎず、必ずもう一度姿を現してイスラエルを解放してくれると説いた。しかし、そのナタンもツヴィの死をきっかけに精神を病むようになり、最後までシャブタイ・ツヴィこそが救世主であると信じながら、1680年にマケドニアのスコピエで死んだ。
シャブタイ派思想は、東欧では18世紀の中葉まで、ときに密かに、ときに公然とカバリストの間で語り継がれていた。そのころポーランドで台頭していたフランク主義が、しばらく息を潜めていたシャブタイ派を歴史の表舞台に引きずり出したこともあった。しかし、フランク主義者の多くがキリスト教に改宗したころにはヨーロッパでのシャブタイ派の活動は完全に息絶えていた。バルカン半島、小アジア、イタリアなどでかろうじて守られていた共同体も19世紀を待たずして崩壊してしまった。一方、シャブタイ派思想の中心的な主題であった「アビラー・レシェマー」や「ハアラアト・ハ＝ニツォツォット」といった概念は命をとりとめ、後代に起きたカバラ論争においてしばしば用いられていた。
ツヴィと共にイスラム教に改宗した弟子たちはツヴィの死後もオスマン帝国にとどまった。彼らの子孫はドンメ派の設立にかかわっているのだが、その伝統は今日まで受け継がれている。

## 西洋史におけるシャブタイ・ツヴィの位置づけ
シャブタイ・ツヴィの生き様が、良くも悪くもユダヤ人の民族意識に火をつけたことは間違いない。それゆえ、今日ではおおむね「偉大なる偽メシア」として評価されている。彼を中心にはじまり、世界中のユダヤ人社会を巻き込んで太く短く終わったシャブタイ派の活動は、信奉者が消え去り、生々しい記憶が忘却されるまでに長い時間を要した。
また、「シャブタイ・ツヴィ」という名はメシアニズムと思しき思想を攻撃するさいにしばしば用いられてきた。たとえばシオニズムが全盛期だったころ、反対者によってシオニズムはしばしばシャブタイ派になぞらえられ、テオドール・ヘルツルにいたってはシャブタイ・ツヴィそのものであると揶揄されていた。近年においては、1980年代にハバド（ハシディズムの一派）の信奉者とエルアザル・メナヘム・マン・シャフを筆頭にしたリトアニアのユダヤ人との間で論争が起きたさい、ハバドの主張するメシアニズムゆえ、アドモール（ハバドの指導者）のラビ・メナヘム・メンデル・シェネルソンがシャブタイ・ツヴィになぞらえられて批判されていた。

## 研究文献
- ゲルショム・ショーレム　伝記『サバタイ・ツヴィ伝　神秘のメシア』　
石丸昭二訳、叢書ウニベルシタス・法政大学出版局、2009年